# 奧克布魯克特勒斯
奧克布魯克特勒斯（英語：Oakbrook Terrace）是一個位於美國伊利諾伊州杜佩奇縣的城市。

## 地理
奧克布魯克特勒斯的座標為41°51′13″N 87°58′06″W / 41.85361°N 87.96833°W，而該地的平均海拔高度為209米（即686英尺）。

## 人口
根據2010年美國人口普查的數據，奧克布魯克特勒斯的面積為3.35平方千米，當中陸地面積為3.28平方千米，而水域面積為0.07平方千米。當地共有人口2134人，而人口密度為每平方千米637.01人。